# 강진 서산교회
강진 서산교회는 대한민국 전라남도 강진군 강진읍에 있는, 강진군 최초의 교회이다. 2004년 11월 1일 강진군의 향토문화유산 제3호로 지정되었다.

## 개요
1909년 7월 4일 한치순 장로(작고) 등이 건립한 건물로 강진군 최초의 교회이다. 
건립시에는 대한예수교장로회 소속이었으나 1950년 6.25사변후 분회되어 현재는 한국기독교장로회 소속이다.